# Impérieuse (1786)
Pour les articles homonymes, voir Impérieuse.
L'Impérieuse est une frégate de 40 canons de classe Dédaigneuse lancée en 1786 pour la Marine royale française. En 1793, peu après le raid sur Gênes, elle est capturée par le HMS Captain ; renommée HMS Imperieuse, elle entre en service dans la Royal Navy. Elle est renommée HMS Unity en 1802, transformée en ponton en 1841 avant d'être démolie en 1858.